# Reichsnotopfer
Das Reichsnotopfer war in der Weimarer Republik eine außerordentliche Abgabe auf Vermögen, welches infolge der staatlichen Finanznot nach dem Ersten Weltkrieg in den Jahren 1919 bis 1922 erhoben wurde. Rechtliche Grundlage bildete das Reichsnotopfergesetz (RNOG) vom 31. Dezember 1919 (RGBl. 1919, S. 2189). Es war das umstrittenste Gesetz der Finanzreform von Matthias Erzberger.

## Inhalt und Wirkung
Das Reichsnotopfer war eine reelle Vermögensteuer. Abgabepflichtig waren natürliche und juristische Personen. Der Freibetrag betrug 5.000 Mark (für Verheiratete 10.000 Mark). Progressiv besteuert wurden Sach- und Realvermögen wie Bargeld, Bankguthaben, Forderungen, Wertpapiere, Aktien, Anleihen, Immobilien und Maschinen. Die Steuersätze starteten bei 10 % und stiegen bis 65 % für Vermögen über 2 Millionen Mark an.
Aufgrund der zunehmenden Geldentwertung wurde das Gesetz, einschließlich der Höchstsätze, bis 1922 mehrmals novelliert. Ursprünglich konnte die komplette Abgabe verzinst in Teilzahlungen über 30 Jahre und/oder im Falle von Abgabenbelastungen auf Grundbesitz auf 50 Jahre gestreckt werden. Mit dem Gesetz zur beschleunigten Veranlagung und Erhebung des Reichsnotopfers vom 22. Dezember 1920 (RGBl. 1920, S. 2114) traten gewisse Erleichterungen ein. Einerseits wurde klargestellt, dass es sich um eine einmalige Vermögensabgabe handelt, andererseits sollten nun Teilbeträge sofort in drei Etappen zum 1. März und 1. November 1921 und 1. Mai 1922 gezahlt werden.
Die Durchführung der Besteuerung hatte nicht vorausgesehene, sozial unerwünschte Folgen. Die kleinen Vermögensbesitzer, die die ihnen auferlegten Belastungen ohne Ratenzahlungen beglichen, wurden entgegen der Intentionen des Gesetzgebers stark betroffen, während größere Vermögensbesitzer sich durch Kapitalflucht und Ratenzahlungen bei ansteigender Inflation eines großen Teils der Abgabe entziehen konnten. Im Zuge der Inflation sorgte die Erhebung des Reichsnotopfers in den Finanzämtern für reichlich Mehrarbeit: Sobald die Höhe der Abgabe im Steuerbescheid feststand, war sie bereits veraltet.
Die Umsetzung des Gesetzes scheiterte weitgehend. Zum einen war es für die damalige Finanzverwaltung schwierig, die Vermögen umfassend zu ermitteln. Zudem lösten die hohen Abgaben Empörung, Widerstand, Steuer- und Kapitalflucht aus. In der Folge wurde die Erhebung des Reichsnotopfers 1922 eingestellt, offiziell begründet „wegen technischer Schwierigkeiten“, jedoch ab 1923 durch die Vermögensteuer ersetzt, die fortan in Deutschland bis 1996 erhoben wurde.
Im gleichen Zeitraum und unter gleicher Bezeichnung wurde auch in Österreich zur Sanierung des Haushalts ein Reichsnotopfer erhoben. Die Abgabe erwies sich hier ebenfalls als Misserfolg.